# 188년

## 연호
- 후한(後漢) 중평(中平) 5년

## 기년
- 후한(後漢) 영제(靈帝) 21년
- 신라(新羅) 벌휴 이사금(伐休泥師今) 5년
- 고구려(高句麗) 고국천왕(故國川王) 10년
- 백제(百濟) 초고왕(肖古王) 23년

## 사건
- 음력 2월, 백제가 신라의 모산성(母山城)을 공격하니, 신라는 파진찬(波珍飡) 구도(仇道)에게 명하여 병사를 내어 이를 막았다.
- 음력 3월, 후한, 유우(劉虞)를 유주목(幽州牧)으로 삼고 반란을 진압하게 하였다.

## 같이 보기
- 로마 건국 원년
- 로마 숫자

## 참고 문헌
- 김부식 (1145), 《삼국사기》 〈권2〉 벌휴 이사금 조(條)